# استیون گرنفل (بازیکن فوتبال)
استیون گرنفل (انگلیسی: Stephen Grenfell؛ زادهٔ ۲۷ اکتبر ۱۹۶۶) بازیکن فوتبال اهل بریتانیا است.
از باشگاه‌هایی که در آن بازی کرده‌است می‌توان به باشگاه فوتبال بروملی، باشگاه فوتبال آیلزبری یونایتد، باشگاه فوتبال تاتنهام هاتسپر، و باشگاه فوتبال کولچستر یونایتد اشاره کرد.